# Samar Yazbek

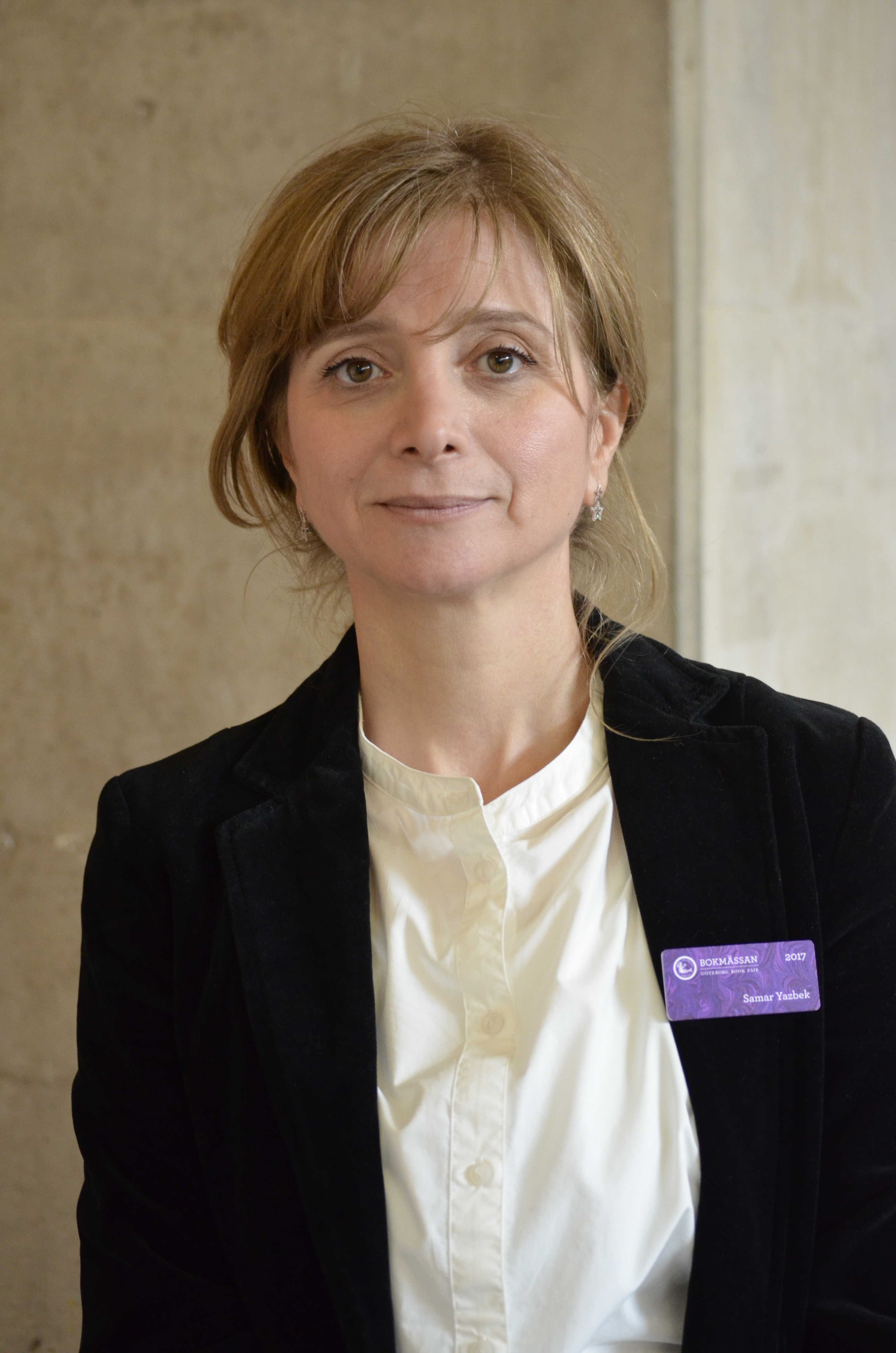
Samar Yazbek, 2017

Samar Yazbek (geboren 18. August 1970 in Dschabla, Syrien) ist eine syrische Journalistin, Bürgerrechtsaktivistin und Autorin, die seit 2011 im Exil in Frankreich lebt. Sie schreibt auf Arabisch, wobei mehrere ihrer Veröffentlichungen ins Deutsche und andere Sprachen übersetzt wurden. Ihre Werke zählen zur zeitgenössischen syrischen Exilliteratur.

## Leben
Yazbek stammt aus einer großbürgerlichen alawitischen Familie. Sie heiratete mit 16 Jahren, bekam ein Kind und verließ später ihren Ehemann. Danach studierte sie arabische Literatur an der Universität Latakia. Sie veröffentlicht Romane und Erzählungen und schreibt Beiträge und Skripte für das Fernsehen, für das sie auch als Moderatorin arbeitet. Sie war Herausgeberin der arabischen Online-Zeitschrift „Frauen von Syrien“. Yazbek wurde 2010 in die Gruppe von arabischen Nachwuchsschriftstellern Gruppe Beirut 39 aufgenommen.
Yazbek engagiert sich als Journalistin für Bürgerrechte und die Rechte der Frauen in Syrien. Bei Ausbruch des Bürgerkriegs in Syrien 2011 schrieb sie Berichte und protokollierte Aussagen von Betroffenen. Nachdem sie vom syrischen Geheimdienst massiv eingeschüchtert worden war, floh sie mit ihrer Tochter im Juni 2011 nach Frankreich, wo sie seither lebt.
2012 erhielt sie den britischen PEN Pinter Prize International writer of courage und in Schweden den Tucholsky-Preis.

## Veröffentlichungen in deutscher Übersetzung
- Schrei nach Freiheit. Bericht aus dem Inneren der syrischen Revolution. Mit einem Vorwort von Rafik Schami. Aus dem Arabischen von Larissa Bender. Nagel & Kimche, Zürich 2012, ISBN 978-3-312-00531-4.
- Die Welt erwacht – Das Morden geht weiter. In: NZZ. 7. September 2013, S. 21. nzz.ch Zuerst bei Svenska Dagbladet, Ett monster med tio huvuden. 3. September 2013, aus dem Arabischen von Ingvar Rydberg.
- Die gestohlene Revolution. Reise in mein zerstörtes Syrien. Aus dem Arabischen von Larissa Bender. Nagel & Kimche, Zürich 2015, ISBN 978-3-312-00685-4.[5]
- Die Fremde im Spiegel. Roman. Aus dem Arab. von Larissa Bender. Unionsverlag, Zürich 2015, ISBN 978-3-293-20717-2.

- Wo der Wind wohnt. Roman. Aus dem Arab. von Larissa Bender. Unionsverlag, Zürich 2024, ISBN 978-3-293-00608-9.